# Górki (powiat płocki)
Górki – wieś sołecka w Polsce położona w województwie mazowieckim, w powiecie płockim, w gminie Gąbin.
W latach 1975–1998 miejscowość należała administracyjnie do województwa płockiego.
Prawie wszystkie ulice we wsi (poza jedną) noszą nazwy drzew:
| - Akacjowa - Brzozowa - Bukowa - Cisowa | - Dębowa - Górna - Jarzębinowa - Jaworowa | - Jesionowa - Jodłowa - Kasztanowa - Klonowa | - Lipowa - Modrzewiowa - Orzechowa - Sosnowa | - Świerkowa - Topolowa - Widokowa - Wierzbowa |